# Kao Čchi
Kao Čchi (čínsky pchin-jinem Gāo Qǐ, znaky zjednodušené 高启, tradiční 高啟; 1336–1374) byl čínský básník, esejista a spisovatel žijící na přelomu jüanského a mingského období, pozdějšími kritiky považovaný za největšího mingského básníka.

## Jména
Kao Čchi používal zdvořilostní jméno Ťi-ti (čínsky pchin-jinem Jìdí, znaky 季迪) a pseudonym Čching-čchiou-c’ (čínsky pchin-jinem Qīngqiūzǐ, znaky 青丘子).

## Život
Kao Čchi pocházel ze Su-čou (v moderní provincii Ťiang-su), předního kulturního centra tehdejší Číny. Už v mládí se zapojil to sučouských literárních kruhů, se svými vrstevníky, básníky a malíři Čang Jüem, Jang Ťim a Sü Penem je zahrnován mezi „čtyři velké literáty ze Su-čou“. Čtveřice ještě s dalšími sučouskými literáty tvořila umělecký kroužek zvaný „přátelé od severní hradby“, jehož byl neformálním vůdcem. Jako mladík se přiženil do prominentní rodiny, po dvacátém roce života dva roky strávil na cestách po jižní Číně, patrně ve snaze o vyhnutí se účasti na politickém životě; jeho tři výše zmínění sučouští přátelé zatím (roku 1358) přijali úřady v administrativě Čang Š’-čchenga, jednoho z regionálních čínských vladařů sídlícího v Su-čou.
Po porážce Čang Š’-čchenga a dobytí Su-čou Ču Jüan-čangem (roku 1367) byli mnozí tamní vzdělanci (včetně Jang Ťiho a Sü Pena) vypovězení do vzdálených pohraničních krajů. Kao Čchiho, jako známého spisovatele, naopak Ču Jüan-čang povolal do Nankingu, hlavního města své nové říše Ming, a jmenoval členem 16členného výboru zodpovědného za sestavení Jüan-š’, dějin předcházející říše Jüan. Pod vedením Sung Liena bylo dílo dokončeno roku 1369. Kao Čchi poté odmítl sloužit v mingské vládě a příští rok dostal povolení k návratu do Su-čou, kde zůstal po zbytek života. Roku 1374 byl obviněn ze zrady, kvůli blahopřání místnímu prefektovi (bývalému kolegovi z práce na Jüan-š’) shledanému závadným, a popraven i s oním prefektem, Wang Wejem.
Jako básník byl všestranný, skládal balady jüe-fu, čchuské básně ve stylu sao, poezii š’, písně cch’ a čchü. Díky své kreativitě a mistrovství je považován za největšího básníka 14. století, ba i celého mingského období. Ve svém díle vycházel především z tvorby mistrů vrcholného tchangského období a starších básníků, až chanských, čímž předjímal pozdější (středně mingské) archaizující tendence, nicméně dokázal napodobit styl prakticky jakéhokoli minulého období. Nezanedbatelný je i jeho příspěvek k literární teorii, vysvětloval, že poezie musí mít ke (格, rámec, formální styl), i (義, obsah) a čchü (趣, atmosféru).
Jeho poetika nestranící žádnému směru, schopnost těžit z dědictví různých epoch minulosti a nešťastný osud mu získaly přízeň kritiků. Stal se proto jedním z mála mingských básníků na jejichž velikosti panovala všeobecná shoda.